# José Buruca Laforia
José Buruca Laforia (ur. 16 maja 1884, zm. 6 czerwca 1957) – argentyński piłkarz, grający podczas kariery na pozycji bramkarza.

## Kariera klubowa
José Buruca Laforia rozpoczął karierę w klubie Central Athletic w 1900. W latach 1901–1904 był zawodnikiem Barracas Athletic Buenos Aires. Z Barracas zdobył wicemistrzostwo Argentyny w 1902. Najlepszy okres w karierze Laforii to lata 1905-1908, kiedy to występował w Alumni AC. Z Alumni trzykrotnie zdobył mistrzostwo Argentyny w 1905, 1906 i 1907.
W 1908 był zawodnikiem Nacionalu Buenos Aires, a po jego wycofaniu się z rozgrywek Argentino Quilmes. Potem jeszcze w występował w klubach Avellanedy Independiente i Racingu.

## Kariera reprezentacyjna
W reprezentacji Argentyny Laforia występował w latach 1902-1907 W reprezentacji zadebiutował 20 lipca 1902 w wygranym 6-0 meczu z Urugwajem, którym był pierwszym meczem reprezentacji Argentyny w historii.
Ostatni raz w reprezentacji Laforia wystąpił 15 sierpnia 1907 w wygranym 2-1 meczu z Urugwajem, którego stawką było Copa Lipton. Ogółem w barwach albicelestes wystąpił w 4 meczach.
| Mecze i gole w reprezentacji | Mecze i gole w reprezentacji | Mecze i gole w reprezentacji | Mecze i gole w reprezentacji | Mecze i gole w reprezentacji | Mecze i gole w reprezentacji | Mecze i gole w reprezentacji |
| #                            | Data                         | Miasto                       | Przeciwnik                   | Gol                          | Wynik                        | Rozgrywki                    |
| ---------------------------- | ---------------------------- | ---------------------------- | ---------------------------- | ---------------------------- | ---------------------------- | ---------------------------- |
| 1.                           | 20.07.1902                   | Montevideo                   | Urugwaj                      |                              | 6:0                          | mecz towarzyski              |
| 2.                           | 15.08.1905                   | Buenos Aires                 | Urugwaj                      |                              | 0:0                          | Copa Lipton                  |
| 3.                           | 15.08.1906                   | Montevideo                   | Urugwaj                      |                              | 2:0                          | Copa Lipton                  |
| 4.                           | 15.08.1907                   | Buenos Aires                 | Urugwaj                      |                              | 2:1                          | Copa Lipton                  |